# Herminia ciliata
Herminia ciliata är en fjärilsart som beskrevs av Arnold Pagenstecher 1888. Herminia ciliata ingår i släktet Herminia och familjen nattflyn. Inga underarter finns listade i Catalogue of Life.